# Brendan Benson
Brendan Benson (Royal Oak, Michigan, 14 de noviembre de 1970) es un músico y cantautor estadounidense. Además de cantar, toca la guitarra, el bajo, el teclado y la batería. Ha publicado siete álbumes en solitario y también es miembro de la banda The Raconteurs, en la que coescribe la música y las letras.
Vive actualmente en Nashville (Tennessee). Ha trabajado como productor para The Greenhornes, The Nice Device, The Mood Elevator (anteriormente The Wellfed Boys) y The Waxwings (la antigua banda de Dean Fertita, de The Stiff Tissues).

## Carrera musical

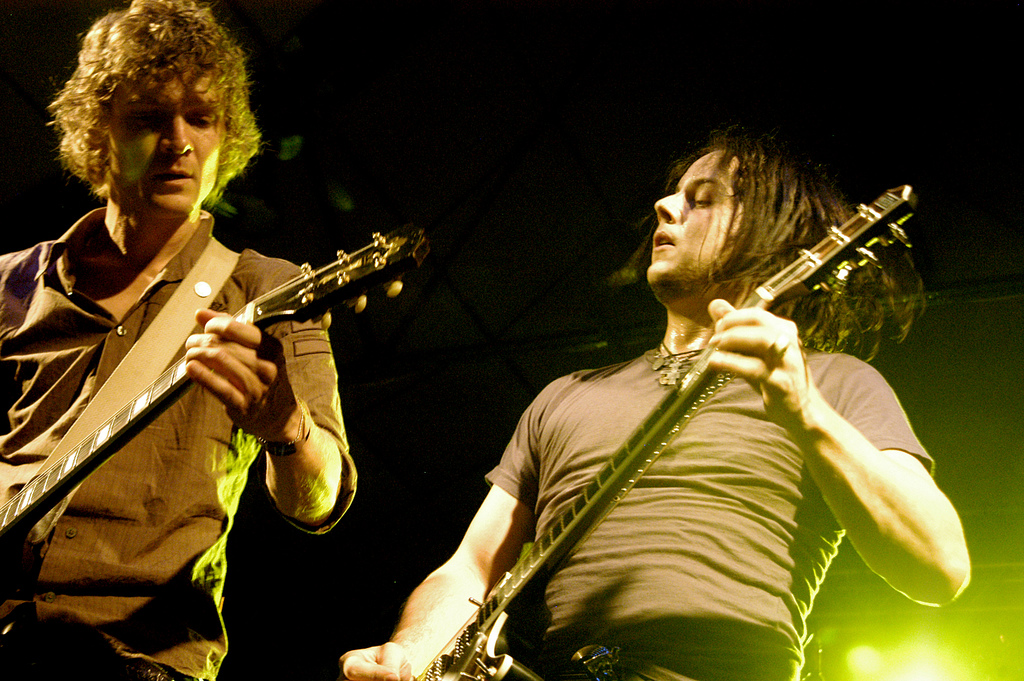
Brendan Benson (izq.) y Jack White (der.) en Estocolmo (2006)

Su álbum debut fue One Mississippi, publicado en 1996 por Virgin Records. El álbum gozó de una gran acogida por parte de la crítica, pero las ventas no fueron las esperadas y Benson fue despedido de Virgin. Durante este periodo realizó una gira por Estados Unidos con la primera formación de The Well Fed Boys, con la que también recorrió Japón y Europa antes de disolverse en 1997.
Después de seis años, en 2002 salió a la venta su segundo álbum, Lapalco, que volvió a recibir una gran acogida por parte de la crítica, y que esta vez también convenció al público, que premió el trabajo con buenas cifras de ventas. También fue el año en que conoció a Jack White, cantante y compositor de la banda The White Stripes, con quien, además de hacer algunas apariciones en directo, inició una importante colaboración artística en la banda The Raconteurs.
En 2005 salió al mercado su tercer álbum, The Alternative to Love. El primer sencillo fue Spit it Out, que alcanzó el número 75 en el Reino Unido. Otros dos sencillos del álbum fueron Cold Hands (Warm Heart) (que apareció en varios anuncios y series de televisión) y What I'm Looking For. El álbum alcanzó el número 70 en las listas del Reino Unido.
En 2006 se publicó Broken Boy Soldiers, el primer álbum de The Raconteurs, con Benson como vocalista y guitarrista junto a Jack White, y que también contó con la participación de dos miembros de The Greenhornes, concretamente Jack Lawrence en el bajo y Patrick Keeler en la batería. El primer sencillo del álbum fue Steady, As She Goes, cuyo videoclip fue dirigido por Jim Jarmusch. El segundo álbum de la banda se publicó en 2008, con el título Consolers of the Lonely.
My Old, Familiar Friend, su cuarto álbum en solitario, fue publicado el 18 de agosto de 2009 y fue producido por Gil Norton.
El 21 de abril de 2012, coincidiendo con el segundo cumpleaños de su hijo, salió a la luz What Kind of World. El álbum fue publicado en Estados Unidos por Readymade Records, sello del que es propietario, mientras que en Europa fue distribuido por el sello independiente británico Lojinx.
Su sexto álbum de estudio, You Were Right, fue publicado en diciembre de 2013 por Readymade Records en Estados Unidos y Lojinx en Europa.

## Discografía

### Álbumes
- One Mississippi (1996)
- Lapalco (2002)
- The Alternative to Love (2005)
- Broken Boy Soldiers (con The Raconteurs) (2006)
- Consolers of the Lonely (con The Raconteurs) (2008)
- My Old, Familiar Friend (2009)
- What Kind of World (2012)
- You Were Right (2013)
- Dear Life (2020)

### EPs
- Folk Singer (2002)
- Metarie (2003)

### Sencillos
- Tiny Spark (8 de julio de 2002)
- Good to Me (28 de julio de 2002)
- Metarie (14 de julio de 2003)
- Spit It Out (28 de julio de 2005)
- Cold Hands (Warm Heart) (4 de julio de 2005)
- What I'm Looking For (7 de julio de 2005)